# Shvetashvatara Upanishad

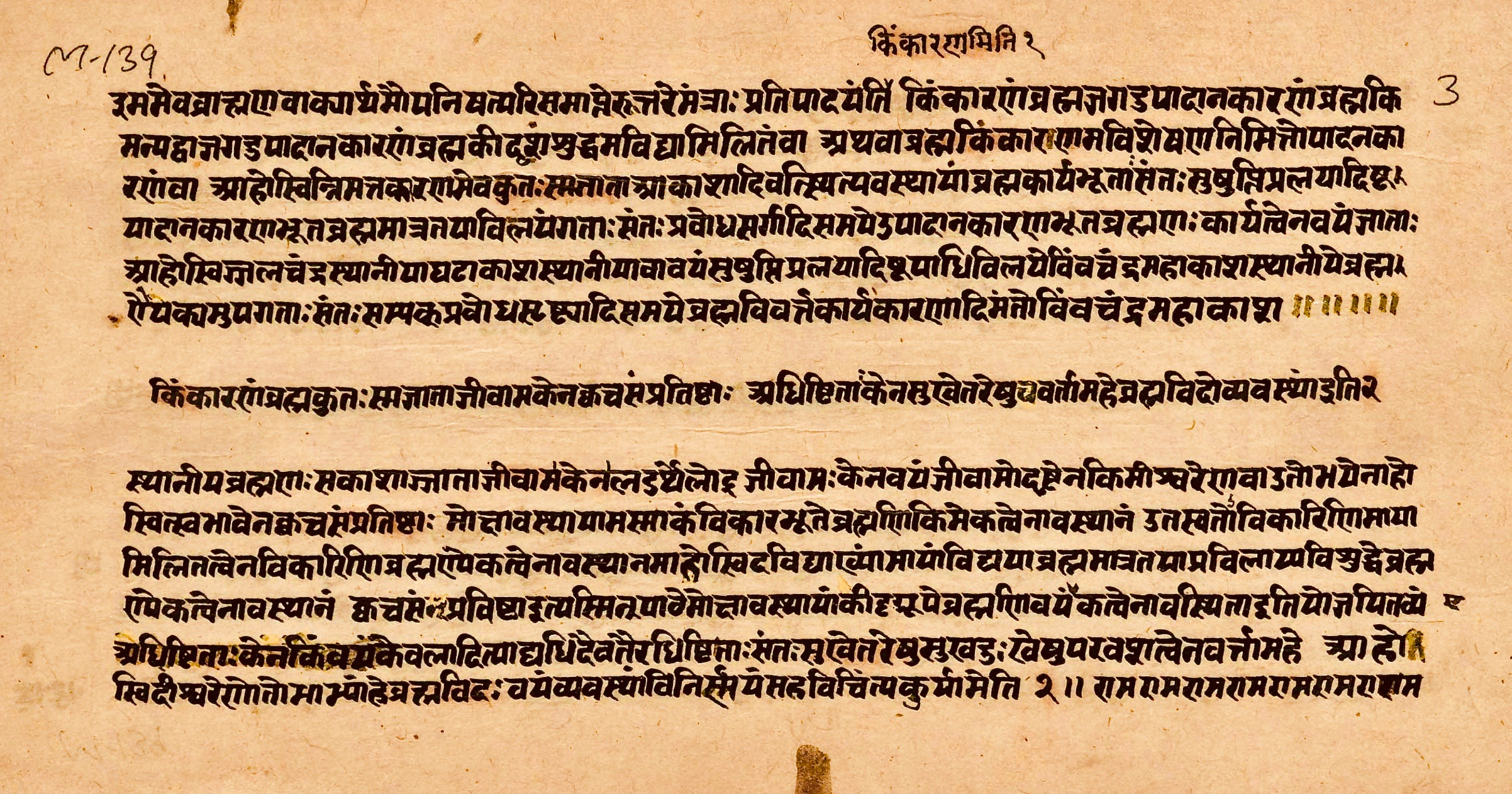
Texte de plus de 2000 ans reproduit au milieu du XIXe siècle.

Śvetāśvatara Upaniṣad (entre -400 et -200) est l'une des plus tardives Upaniṣad "majeures" et appartient au groupe des douze Upaniṣad principales appelées Mukhya Upaniṣad. Celle-ci est associée au Krishna Yajur-Veda (noir). Le texte, qui a été commenté par Ādi Śaṅkara, est divisé en six chapitres et comporte cent treize versets.